# Prix de l'Académie française
L'Académie française, par la diversité et la qualité de ses membres considérée compétente à choisir des œuvres dignes d'intérêt, fut chargée par de nombreux donateurs de décerner des prix récompensant des talents dans des domaines aussi variés que la littérature, la philosophie ou encore l'histoire. Cette mission traditionnelle est parfois raillée. En 2025, l'Académie a décerné soixante-et-onze Prix.

## Fonctionnement
L'Académie française distingue dans son jargon interne les « grands prix » des « prix de fondations ». Pour les premiers, ce sont les académiciens seuls qui proposent des noms. Pour les seconds, ce sont les éditeurs ou les auteurs publiés dans une maison d'édition qui soumettent leur candidature, mais les académiciens peuvent également proposer des noms.
« Des commissions thématiques (Poésie, Littérature, Philosophie, Histoire...) réunissant une douzaine d'académiciens (un même académicien pouvant faire partie de plusieurs commissions) et renouvelées chaque année, sont chargées de faire le tri [parmi les ouvrages littéraires reçus]. Ces commissions se réunissent trois fois entre les mois de janvier et de juin. À la troisième séance, elles votent pour les candidats retenus. Leur palmarès est alors soumis, en séance plénière, aux suffrages de toute la Compagnie, qui manifeste, par un vote solennel mais de pure approbation, que les heureux bénéficiaires sont désormais « les lauréats de toute l'Académie », comme l'explique Marie-Claire Chatelain,. » Pour lesdits grands prix, il en est de même que pour lesdits prix de fondations, à la différence qu'il n'y a qu'une seule réunion par commission (Francophonie, Grands Prix, Roman...).

## Liste des prix décernés par l'Académie française

### Cinéma
- Prix René-Clair, prix annuel de cinéma créé en 1994.

### Histoire
- Grand prix Gobert, prix annuel d'histoire créé en 1834.
- Prix Thiers, prix annuel d'histoire créé en 1862.
- Prix René-Petiet, prix annuel d'histoire créé en 1950 -  Il n'est plus attribué depuis 1989[5].
- Prix du Maréchal-Foch, prix biennal d'histoire créé en 1955.
- Prix Louis-Castex, prix annuel d’histoire et de sociologie créé en 1969.
- Prix Monseigneur-Marcel, prix annuel d'histoire créé en 1973.
- Prix Eugène-Colas, prix annuel d'histoire créé en 1982.
- Prix Diane-Potier-Boès, prix annuel d'histoire créé en 1982.
- Prix François-Millepierres, prix annuel d'histoire créé en 1988.
- Prix Augustin-Thierry, prix annuel d'histoire créé en 1991.
- Prix Guizot, prix annuel d'histoire créé en 1994.
- Prix Georges-Goyau, prix annuel d'histoire créé en 1994.
- Prix Consuelo, prix annuel d'histoire créé en 2025.

### Littérature
Seuls les trois premiers de ces prix sont couramment rapportés par la presse, certains des autres pouvant être considérés comme purement honorifiques (médailles de vermeil) ou s'apparentant plus à une classique subvention. 

- Grand prix de littérature, prix créé en 1911, annuel jusqu'en 1981, biennal depuis 1983 (pour l'ensemble de l’œuvre d'un auteur).
- Grand prix de littérature Paul-Morand, prix biennal de littérature créé en 1977, première remise en 1980.
- Grand prix du roman, prix annuel de roman créé en 1918 (pour une publication spécifique).
- Grand prix Michel-Déon, prix biennal créé en 2019.
- Prix Estrade-Delcros , prix quinquennal de littérature créé en 1896. Le prix n’est plus décerné par l'Académie française depuis 1994.
- Prix Émile-Faguet , prix annuel de littérature créé en 1924.
- Prix du rayonnement de la langue et de la littérature françaises, prix annuel de langue française créé en 1960.
- Prix d'Académie, prix annuel de littérature créé en 1970.
- Prix de la nouvelle, prix annuel de nouvelle créé en 1971.
- Prix de l'essai, prix annuel d'essai créé en 1971.
- Prix de la critique, prix annuel de critique créé en 1971.
- Prix Pierre-Benoit, prix annuel de littérature créé en 1973.
- Prix Roland-de-Jouvenel, prix annuel de littérature créé en 1974.
- Prix Ève-Delacroix, prix annuel de littérature créé en 1977.
- Grand prix de la francophonie, prix annuel de francophonie créé en 1986.
- Prix de la biographie, prix annuel de biographie créé en 1987.
- Prix Jacques-Lacroix, prix annuel de littérature sur la vie des animaux créé en 1989.
- Prix Émile-Augier, prix annuel de littérature créé en 1994.
- Prix Louis-Barthou, prix annuel de littérature constitué en 1994 par regroupement de Prix et Fondations.
- Prix Anna-de-Noailles, prix annuel de littérature créé en 1994.
- Prix Georges-Dumézil, prix annuel de littérature créé en 1994.
- Prix François-Mauriac, prix annuel de littérature créé en 1994.
- Prix Jacques-de-Fouchier, prix annuel de littérature créé en 1998.
- Prix Maurice-Genevoix, prix annuel de littérature créé en 2004.

### Philosophie
- Prix Cardinal-Grente, prix biennal de philosophie créé en 1945.
- Prix Alfred-Poizat, prix de littérature et de philosophie décerné une seule fois, en 1959.
- Prix Montyon, prix annuel de philosophie créé en 1782, refondé en 1976.
- Prix Biguet, prix annuel de philosophie créé en 1976.
- Prix La Bruyère, prix annuel de littérature créé en 1994.
- Grand prix Moron, prix annuel de philosophie créé en 1987.
- Grand prix de philosophie, prix annuel de philosophie créé en 1987.
- Prix Raymond-de-Boyer-de-Sainte-Suzanne, prix biennal de philosophie créé en 1990.
- Prix du cardinal Lustiger, prix biennal de philosophie, créé en 2012.
- Prix de Joest, prix quinquennal, créé en 1899, destiné à l’auteur de l'ouvrage le plus utile au bien public[6]

### Poésie
- Prix Broquette-Gonin, prix annuel de poésie créé en 1913.
- Prix Sivet, prix quinquennal de poésie créé en 1935.
- Grand prix de poésie de l'Académie française, prix annuel de poésie créé en 1957.
- Prix Henri-Mondor, prix annuel de poésie créé en 1969.
- Prix Théophile-Gautier, prix annuel de poésie lyrique créé en 1969.
- Prix Maïse-Ploquin-Caunan, prix biennal de poésie créé en 1985.
- Prix Heredia, prix annuel de poésie créé en 1994.
- Prix François-Coppée, prix annuel de poésie créé en 1994.
- Prix Paul-Verlaine, prix annuel de poésie créé en 1994.
- Prix Lucette-Moreau, prix annuel de poésie créé en 2021[7].

### Soutien à la création littéraire
- Prix Amic, prix annuel de soutien à la création littéraire créé en 1932.
- Prix Mottart, prix annuel de soutien à la création littéraire créé en 1949.
- Prix Henri-de-Régnier, prix annuel de soutien à la création littéraire créé en 1994.

### Théâtre
- Grand prix du théâtre, prix annuel de théâtre créé en 1980 (pour un dramaturge).
- Prix du jeune théâtre Béatrix-Dussane–André-Roussin, prix annuel de théâtre créé en 1983.

### Autres prix
- Prix Jules-Janin, regroupement des Fondations Jules Janin, Langlois, Pouchard et Jeanne Scialtel, 1994 : prix annuel de traduction[8]
- Grande médaille de la chanson française, prix annuel de chanson créé en 1938.
- Prix Eugène-Carrière, prix annuel destiné à l'auteur d'un ouvrage d'histoire de l'art créé en 1941 et regroupant depuis 1994 les prix Eugène-Carrière, Charles-Blanc, Hercule-Catenacci et Antoine-Girard.
- Grande médaille de la francophonie, prix annuel de la francophonie créé en 1986.
- Prix Hervé-Deluen, prix annuel de la francophonie créé en 2007.
- Prix Léon-de-Rosen, grand prix biennal créé en 2010.

## Liste des prix décernés sur proposition de l'Académie française

### Prix décernés par l'Institut de France
- Grand prix de littérature Henri-Gal, prix annuel créé en 2001.